# Glypta patula
Glypta patula là một loài tò vò trong họ Ichneumonidae.